# Comanche (Texas)
Comanche és una població dels Estats Units a l'estat de Texas. Segons el cens del 2000 tenia 4.482 habitants.

## Demografia
Segons el cens del 2000, Comanche tenia 4.482 habitants, 1.656 habitatges, i 1.157 famílies. La densitat de població era de 385,4 habitants/km².
Dels 1.656 habitatges en un 34,2% hi vivien nens de menys de 18 anys, en un 55,9% hi vivien parelles casades, en un 10,3% dones solteres, i en un 30,1% no eren unitats familiars. En el 28,2% dels habitatges hi vivien persones soles el 17,2% de les quals corresponia a persones de 65 anys o més que vivien soles. El nombre mitjà de persones vivint en cada habitatge era de 2,56 i el nombre mitjà de persones que vivien en cada família era de 3,14.
Per edats la població es repartia de la següent manera: un 28% tenia menys de 18 anys, un 7,5% entre 18 i 24, un 24,7% entre 25 i 44, un 19,5% de 45 a 60 i un 20,2% 65 anys o més.
L'edat mediana era de 36 anys. Per cada 100 dones de 18 o més anys hi havia 87,2 homes.
La renda mediana per habitatge era de 26.773 $ i la renda mediana per família de 32.097 $. Els homes tenien una renda mediana de 26.646 $ mentre que les dones 16.958 $. La renda per capita de la població era de 12.155 $. Aproximadament el 17% de les famílies i el 20% de la població estaven per davall del llindar de pobresa.

## Poblacions més properes
El següent diagrama mostra les poblacions més properes.